# Monte Cardinall
El monte Cardinall o cerro Nevado (según Argentina) es una montaña cónica, de 675 metros de altura, que se encuentra cerca del sudoeste del monte Taylor y domina la cabecera noreste de la bahía Duse, península Trinidad, en el extremo noreste de la península Antártica.

## Historia y toponimia
Probablemente fue visto por primera vez por el grupo de Johan Gunnar Andersson de la Expedición Antártica Sueca, que invernó en la bahía Esperanza entre 1902 y 1903. Fue cartografiado en 1945 por el actual British Antarctic Survey, que lo nombró en honor a Allan Wolsey Cardinall, entonces gobernador colonial británico de las Islas Malvinas (en litigio con Argentina).
En Argentina, un trabajo geológico de 1956 lo nombró cerro Nevado.

## Instalaciones
El 21 de octubre de 1967, el Ejército Argentino instaló el Refugio Independencia Argentina, dependiente de la cercana base Esperanza.

## Reclamaciones territoriales
Argentina incluye al monte en el departamento Antártida Argentina dentro de la provincia de Tierra del Fuego, Antártida e Islas del Atlántico Sur; para Chile forma parte de la comuna Antártica de la provincia Antártica Chilena dentro de la Región de Magallanes y de la Antártica Chilena; y para el Reino Unido integra el Territorio Antártico Británico. Las tres reclamaciones están sujetas a las disposiciones del Tratado Antártico.
Nomenclatura de los países reclamantes: 
- Argentina: cerro Nevado[1][4]
- Chile: ¿?
- Reino Unido: Mount Cardinall[4]